# Jared French
Jared French (1905-1988) fue un pintor especializado en la pintura a la témpera. Fue uno de los maestros del realismo pictórico, formaba parte de un grupo de pintores surrealistas que pintaban a la témperas, como George Tooker y Paul Cadmus.
Jared French se graduó en Arte en el Amherst College en 1925. Conoció a Paul Cadmus en la ciudad de Nueva York, que se convertiría en su amante, y lo persuadió para que se dedicase en serio a la pintura. En 1937 French se casó con Margaret Hoening, otro artista. Durante los siguientes ocho años los Cadmus y los French veranearon en Fire Island y formaron el colectivo PAJAMA ("Paul, Jared, and Margaret"). 
Las primeras pinturas de Jared French son misteriosas y coloridas figuras derivadas de los kuroi de la Antigua Grecia.
- Datos: Q3162702
- Multimedia: Jared French / Q3162702